# I'm Just a Woman
«I'm Just a Woman» (en español: «Soy solo una mujer») es una «canción» grabada por la cantante galesa Bonnie Tyler, lanzado como sencillo de su álbum Goodbye to the Island en 1980 por RCA Records. La canción fue escrita por Ronnie Scott y Steve Wolfe. El lado B es la versión en español de su anterior sencillo «Sitting on the Edge of the Ocean», titulado «Sola A La Orilla Del Mar».
La canción no tuvo éxito, con el último álbum de Tyler lanzado con RCA Records.

## Antecedentes y lanzamiento
Después del lanzamiento de su álbum Diamond Cut en 1979, la exitosa carrera de Tyler se comenzó a declinar. Tyler viajó a Vilamoura en el sur de Portugal para grabar su cuarto álbum de estudio, Goodbye to the Island, que fue lanzado en 1980. El primer sencillo «I Believe in Your Sweet Love» fue lanzado en septiembre de 1979, pero no tuvo éxito y fue seguido por casi un hiato de años antes de que «I'm Just a Woman», fuera lanzado en el Reino Unido.